# Aeroportul Cairo
Aeroportul Cairo (IATA: CIR, ICAO: KCIR, FAA LID: CIR) este un aeroport din Cairo, Comitatul Alexander, Illinois, Illinois, Statele Unite ale Americii.
aeroportul dispune de o singură pistă.